# Prvosenka jarní libovonná
Prvosenka jarní libovonná (Primula veris L. subsp. columnae (Ten.) Lüdi in G. Hegi,Ill. Fl. Mitt.-Eur. 5(3): 1752, 1927) je poddruh prvosenky jarní. Roste hlavně v jižní Evropě  až do výšky 2000 m n. m. Od prvosenky jarní pravé se liší vejčitými, dole často srdčitými, náhle úzce křídlatě řapíkatými zúženými listy, které jsou vespod hustě bíle plstnaté. Květy, měří 14 až 20 mm v průměru, mají kalich zvonkovitý a cípy korunní málo vyduté a dosti ploché. Kvete v březnu až červnu.

## Synonyma
- Primula columnae Ten., Prod. Fl. Nap. 14, 1811–1815[3]
- Primula suaveolens Bertol. in Desv., Journ. Bot. ii. 76, 1813[4]
- Primula justinii Sennen & Elías, Bol. Soc. Iber. Ci. Nat., 35 : 23, 1936[5]
- Primula officinalis (L.) Hill subsp. columnae (Ten.) Arcangeli, Comp. Fl. Ital. : 566, 1882[5]
- Primula officinalis (L.) Hill subsp. suaveolens (Bertol.) Gremli 1885; ead. comb. H. & A. Marcailhou-d'Ayméric, Bull. Acad. Int. Geogr. Bot., sér. 3, 18:10, 1908[5]
- Primula pyrenaica Miégev., Bull. Soc. Bot. France 10: 28, 1863[6]
- Primula veris subsp. suaveolens (Bertol.) Gutermann & Ehrend. in G. Hegi, Ill. Fl. Mitt.-Eur. 5(3):1752, 1927[1]
- Primula columnae subsp. suaveolens (Bertol.) O. Schwarz, Wiss. Z. Friedrich-Schiller-Univ. Jena, Math.-Naturwiss. Reihe, 17: 313, 1968[7]